# Analfabetisme
Analfabetisme er manglende evne til at læse og skrive, hvad end dette skyldes manglende skoling eller manglende evne til at lære sig færdigheden.
Traditionelt har ulande altid været plaget af analfabetisme, men de har de seneste år fået mange flere i uddannelse bl.a. med hjælp fra FN, hjælpeorganisationer og ulandshjælp fra ilande.[kilde mangler]
Analfabetisme er ikke det samme som ordblindhed.

## Funktionel analfabetisme
Funktionel analfabetisme er et begreb, der betegner vanskeligheder ved at læse og skrive i et sådant omfang, at det begrænser individets muligheder for at udnytte sine øvrige evner i at deltage i samfundslivet. Et funktionelt analfabet kan have en uddannelse, der gør vedkommende i stand til at læse lettere tekster, men ikke være i stand til at læse tekster af mere kompliceret art.
Begrebet "funktionel analfabetisme" er kritiseret for at være upræcist og ikke have solid evidens.